# Matheus Reimann
Matheus Reimann (Toruń, 1565 - després de 1625) va ser un lutista, compositor i jurista alemany. S'ha de distingir estrictament del jurista i conseller imperial de Rodolf II Matthäus Reimann von Reimannswaldau (1544–1597).
Matheus Reimann va estudiar a la Universitat de Leipzig el 1582. Està documentat com a llaütista el 1623. Matheus Reimann va publicar les Noctes musicae a Leipzig el 1598 en tabulatura francesa